# 朝鮮新民党
朝鮮新民党（ちょうせんしんみんとう）は、第二次世界大戦終結後、連合国軍の軍政下に置かれた朝鮮で活動した左派政党。本部は平壌に置かれ、朝鮮半島南半部にも南朝鮮新民党を組織した。

## 沿革
朝鮮新民党の前身は、1942年に中国・延安で亡命朝鮮人によって結成された朝鮮独立同盟である。延安で中国共産党の指導を受けていた朝鮮人社会主義者たちは、日本の敗戦と朝鮮の「解放」を受けて帰国することとなった。
朝鮮独立同盟の委員長であった金枓奉は1945年に平壌へ帰国。崔昌益・武亭ら朝鮮独立同盟の同志とともに、1946年2月16日に「朝鮮新民党」（主席：金枓奉）を発足させた。新民党は毛沢東の唱えた新民主主義論を受容し（党名はここから取られている）、中産階級を左派へ結集させることを目指し、民族統一戦線の結成を強調していた。
また、京城（ソウル）には1946年2月、朝鮮学術院院長・京城大学教授の白南雲を委員長として朝鮮独立同盟京城特別委員会が置かれ、間もなく朝鮮新民党京城特別委員会に改称。この委員会はのちに「南朝鮮新民党中央委員会」と改称し、白南雲がそのまま委員長となった。
1946年7月、平壌の朝鮮新民党は、北朝鮮共産党（朝鮮共産党北部朝鮮分局が46年5月に改称）と合併し北朝鮮労働党となり、金枓奉が北朝鮮労働党の委員長に就任した。ただし、北朝鮮労働党の実権はソ連占領軍の後援を受けた副委員長の一人・金日成が掌握していた。
1946年11月、ソウルの南朝鮮新民党は朝鮮人民党とともに朝鮮労働党に合流、南朝鮮労働党を結成した。しかし、新民党委員長の白南雲や人民党党首の呂運亨らは三党合同に慎重な立場をとり、呂を委員長、白を副委員長として勤労人民党を結成している。

## 註
1. ↑  藤井(2002)は「朝鮮独立同盟が……1946年3月に改称」としている。